# ロサ・チャセル
ロサ・チャセル・アリモン（スペイン語: Rosa Chacel Arimón, 1898年6月3日 - 1994年7月27日）は、スペイン・バリャドリッド出身の著作家（女性）。フェデリコ・ガルシーア・ロルカやビセンテ・アレイクサンドレやラファエル・アルベルティなどとともに、「27年世代」のひとりとされている。20世紀スペインでもっとも重要な著作家のひとりとされているが、スペイン内戦の影響で30年以上も亡命生活を送っており、母国では長らく知られていなかった。

## 経歴

### 初期の経歴

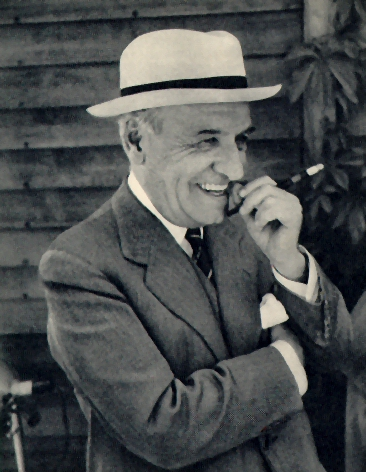
チャセルに影響を与えたホセ・オルテガ・イ・ガセット

1898年6月3日、ロサ・チャセルはバリャドリッドのリベラルな家庭に生まれた。バリャドリッド出身の著作家にはミゲル・デリーベスなどがいる。10歳の時にマドリードに転居したが、故郷のカスティーリャ・イ・レオンを忘れることはなかった。マドリードではセントロ区マラビージャス地区（ウニベルシダ地区）に住み、教師だった母親によって自宅で初等教育を受けている。パルマ通りの美術工芸学校と女子家政職業学校で学んだ後に、1915年には王立サン・フェルナンド美術アカデミーに入学。グレゴリオ・プリエト、ジュゼップ・レナウ、ティモテオ・ペレス・ルビオなどと交流した。
1918年には文芸サークルに入会し、カフェ・グランハ・デル・エナールとアテネオ・デ・マドリードの常連客となった。1922年4月には著名な画家であるペレス・ルビオと結婚。夫がアカデミーの奨学金を得たため、チャセル夫妻は1922年4月にイタリアのローマに渡り、ドイツ、オーストリア、フランスにも旅行している。チャセル夫妻は1927年9月にマドリードに戻った。1923年から1927年頃のスペインでは、「27年世代」と呼ばれる前衛的な文学グループが形成されており、チャセルはフェデリコ・ガルシア・ロルカ、ビセンテ・アレイクサンドレ、ラファエル・アルベルティらとともに「27年世代」のひとりとされている。1928年から1929年には、ラ・ガセタ・リテラリア誌やレビスタ・デ・オクシデンテ誌に寄稿した。1930年にはスペインで処女小説『Estacion, Ida y Vuelta』が刊行された。
チャセルはホセ・オルテガ・イ・ガセットが1925年の『Ideas sobre la novela』と『La deshumanizacion del arte』で論じた美学理論を実行した唯一の著作家である。1930年3月から9月にはドイツを訪れ、ベルリン大学で講義を行った。ドイツではラファエル・アルベルティ、マリーア・テレサ・レオン、Ángel Rosenblatなどと交友している。1936年にスペイン内戦が勃発すると、夫のペレス・ルビオはスペイン共和国軍に入隊。ペレス・ルビオはプラド美術館の所蔵品をスペイン国外に持ち出す役目を担っていた。チャセルは1936年7月から1937年1月にかけて反フランコ主義の雑誌に寄稿し、さらには看護師として共和国軍に奉仕した。1937年にはオラ・デ・エスパーニャ誌やエル・モノ・アスル誌に寄稿し、他の反フランコ主義雑誌にも寄稿した。

### 亡命

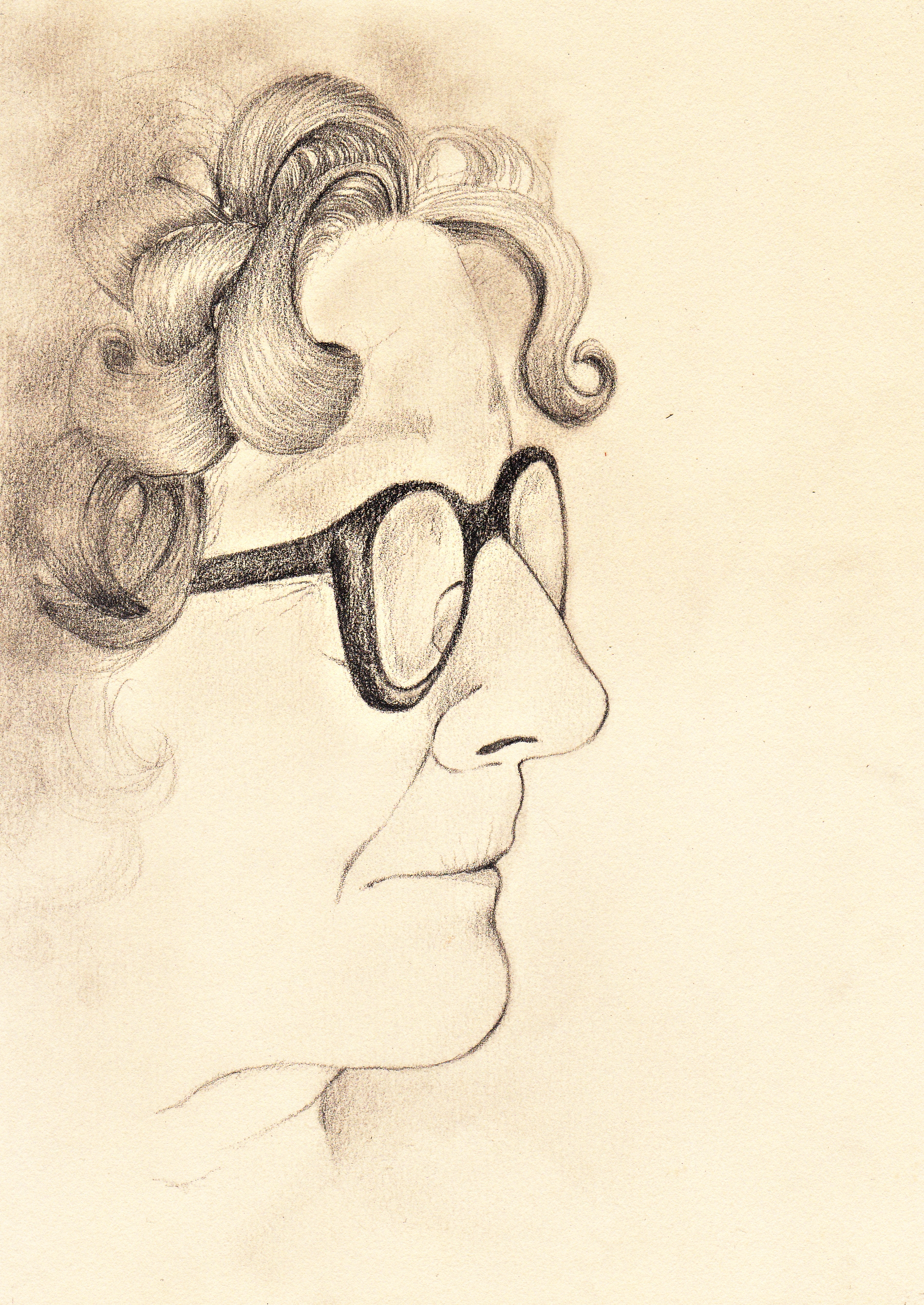
チャセルの横顔

チャセルは計40年間の亡命生活を送った。1937年2月から1938年10月にはフランス・パリで暮らし、1938年10月から1939年3月にはギリシャ・アテネで暮らした。エジプト・カイロとフランス・マルセイユを経由して、1939年3月から1940年1月にはスイス・ジュネーブで暮らした。1940年2月から4月には短期間だけパリで暮らし、1940年5月30日に夫・息子と家族3人でブラジルに渡ると、ブラジルに定住することを決意した。アルゼンチンのブエノスアイレスでも短期間暮らしており、ラ・ナシオン紙、スール誌、レアリダ誌、ロス・アナレス・デ・ブエノスアイレス誌などに寄稿した。バイアブランカにあるナシオナル・デル・スール大学で教壇に立っている。フアン・ヒル＝アルベール、フランシスコ・アジャラ、ゴンサロ・トレンテ・バリェステールなどと同様に、母国のスペインでチャセルの名は忘れ去られた。
1959年にはグッゲンハイム奨励金を得てアメリカ・ニューヨークに渡り、1961年までニューヨークで創作活動を行った。ボストンでは同じくバリャドリッド出身の著作家であるホルヘ・ギリェンと会っている。1961年1月から6月には亡命後初めてスペインに戻り、1962年6月から1963年5月までパリで暮らした。1963年5月にはブラジルに戻り、1974年までリオデジャネイロで暮らしている。1971年1月から7月にはAngel Rosenblatの招きによって再度スペインを訪れ、1972年には3度目のスペイン訪問を行った。
フランコ政権はその末期に表現の自由に一定の理解を示し、またスペインのフアン・マルク財団から奨学金を得たこともあって、チャセルは1974年から1977年まで長期間マドリードに滞在した。亡命中に刊行されていた作品がマドリードで再版された。チャセルのもっとも著名な作品である『Teresa』(1941)、年頃の少女に誘惑される年配の男を描いた『Memorias de Letitica Valle』(1945)などが刊行されている。後者はウラジーミル・ナボコフの『ロリータ』(1955)以前の作品であり、独裁体制下の1940年代のスペインでは決して出版されることのないジャンルであった。さらには『La sinrazon』(1960)、『Barrio de maravillas』(1976)などもスペインで再版された。あらゆる作品に革新的なスタイルかつ率直な表現が用いられ、ペーパーバック版は幅広い人気を得た。

### スペイン帰国
1974年から1977年のマドリード滞在中にも頻繁にスペインとリオデジャネイロを往復していたが、1977年に夫のペレス・ルビオが死去すると、チャセルはスペインに定住することを決意した。1992年には、「27年世代」の偉大な作家たちがチャセルに充てた手紙を収録した『Cartas a Rosa Chacel』が出版された。
1989年にはバリャドリッド大学から名誉博士号を授与された。1988年にはスペイン文化省からスペイン国民文学賞を授与され、1993年には同じく文化省からスペイン芸術功労賞を授与された。1990年にはカスティーリャ・イ・レオン州文学賞を受賞した。
1992年にはカリフォルニア大学のスペイン語学教授であるスーザン・カークパトリックによって、ネブラスカ大学出版会から『Barrio de maravillas』の英訳が刊行された。この英訳の序文でカークパトリックは、「チャセルの作品は緻密で入り組んでいる。しかしそれと同時に、決まった回答がなく動的である。結びの代わりに疑問を提示して物語を締めくくっている」と書いた。1994年にはケント州立大学のスペイン語学教授であるCarol Maierによって、ネブラスカ大学出版会から『Memorias de Letitica Valle』の英訳が刊行された。ブエノスアイレスで初版が刊行されてから49年後の出来事であり、この英訳は好評価を得た。『Memorias de Letitica Valle』はフランス語にも翻訳されている。
1994年8月7日、96歳のチャセルはマドリードのラモン・イ・カハル病院で死去した。心肺不全だった。チャセルの死去に対して、フアン・カルロス1世国王とソフィア王妃は「深い哀悼」の意を表している。死去の数週間前、入院中にはフアン・カルロス1世国王から芸術功労賞のメダルを贈られている。ノミネート経験はあったものの、セルバンテス賞の受賞やレアル・アカデミア・エスパニョーラの入会は果たせなかった。